# Juan Nepomuceno Moreno
Juan Nepomuceno Moreno (Paz de Ariporo, siglo XVIII - ibidem 31 de diciembre de 1839) fue un militar y político colombiano.Fue Presidente Interino de la Nueva Granada entre el 18 de diciembre de 1818 y se extendió hasta la expedición del decreto del 10 de septiembre de 1819.

## Biografía
Nació a finales del siglo XVIII en la localidad de la Fragua, actual Paz de Ariporo en Casanare, Colombia, pueblo al cual organizó. Participó en la Guerra de Independencia de Nueva Granada en el bando libertador. Narrado por una sobreviviente natural de Moreno, Casanare, el libro: "El perdón a las ánimas" cuenta la historia real de la destrucción de este municipio y el nacimiento de Paz de Ariporo.

### Retaguardia de Los Llanos Orientales
En 1814 combatió contra los realistas en Arauca, y en 1815 participó en la batalla de Guasdualito. En 1816 por autodesignación, fue gobernador de la provincia de Casanare. Ese año recibió a los generales Manuel Serviez y Francisco de Paula Santander y los restos del ejército patriota. El 16 de julio de 1816 aceptó la resolución de la junta de Arauca, donde se nombró al General Santander Comandante en Jefe del Ejército. En octubre de ese año, combatió bajo las órdenes del General José Antonio Paez en las batallas de El Yagual y Achaguas.

### Campaña Libertadora de la Nueva Granada
En 1818 el general Páez lo designó oficial gobernador del Casanare. El 18 de diciembre de ese año, la Proclama de Pore le delegó funciones presidenciales provisionales. En mayo de 1819 el General Santander lo ascendió a Coronel y a Comandante del primer regimiento de Lanceros. El 15 de junio de 1819 fue ascendido a Comandante general de la Caballería. El 11 de junio de 1819, como Comandante general de la Caballería, participó en la batalla de Boyacá. Después se retira a Casanare.

### Campaña libertadora en la Gran Colombia
En febrero de 1821, renuncia a su cargo como comandante de la caballería y se une al General José Antonio Páez, combatiendo en la batalla de Carabobo. En noviembre de 1823 combatió en el sitio de Puerto Cabello.

### Periodo republicano
En 1831, fue uno de los generales que constituyeron el alto mando militar de la Nueva Granada.
En abril de 1831, se puso en marcha desde Pore, acompañado por trescientos soldados de caballería y cuatrocientos de infantería, para forzar la salida del país del General venezolano Rafael Urdaneta.
Con esta acción y respetando los acuerdos de Apulo, garantizó el regreso del General Santander, el cual se encontraba en el destierro.

## Retiro y muerte
Murió el 31 de diciembre de 1839 en su hacienda, cerca del poblado de la Fragua.

## Homenajes
La Orden al Mérito Juan Nepomuceno Moreno.